# Julio Emilio Álvarez
Julio Emilio Álvarez (n. 1927) fue un abogado y político conservador argentino que ocupó el cargo de ministro de Bienestar Social entre el 1 de marzo de 1967 y el 18 de marzo de 1968, durante la Presidencia de facto de Juan Carlos Onganía.

## Vida
En 1955 había participado de la Operación Rosa Negra, como miembro de uno de los comandos civiles que lucharon por el derrocamiento del presidente constitucional Juan Domingo Perón durante el golpe de Estado de septiembre de 1955 autodenominado Revolución Libertadora.
Tras la súbita muerte del anterior ministro del Bienestar Social, Roberto J. Petracca, el presidente de facto Juan Carlos Onganía designó en reemplazo a Álvarez, que había sido el jefe de suministros de la Intendencia de Buenos Aires. Al poco tiempo Álvarez se vio forzado a renunciar tras una protesta generalizada de farmacéuticos, que cerraron todos los negocios por un día. Fue sucedido por Conrado Bauer.